# Dnevniški roman
Dnevniški roman je fiktivna prozna pripoved, ki posnema obliko dnevnika in je zapisana v prvi osebi. Poglavja delujejo kot posamezni opisi dneva. Zajema piščeva razmišljanja o dnevnih dogodkih in o samem sebi.

## Značilnosti
Dnevniški roman ima enako obliko kot neliterarni dnevnik, hkrati pa podobno kot spomini in romani v obliki pisem daje videz faktičnosti. Nima posebnega uvoda, začne se s prvim dnevniškim zapisom pripovedovalca, in medias res. Faktivni pripovedovalec ni vseveden, zato ne ve, kaj se bo zgodilo v prihodnosti in ne more predstaviti ekspozicije zgodbe na samem začetku. Razmišljanja se lahko nanašajo na preteklost, npr. otroštvo. Bralec doživlja dogodke samo iz perspektive pripovedovalca. V primeru, da bralec govori drugače kakor deluje, se le ta izkaže za nezanesljivega.

## Zgodovinski razvoj žanra
Za razvoj dnevniškega romana kot literarne vrste je bil pomemben razvoj dnevnika. Pisanje dnevnika je v 18. stoletju postalo priljubljeno po vsej Evropi. Dnevniški roman je bil imitacija pravih dnevnikov. Od sorodne zvrsti romana v pismih, ki ima podobno strukturo, se razlikuje v tem, da nima fiktivnega prejemnika. Prvi dnevniški romani so bili napisani v Angliji, kjer so se nove zvrsti romanov razvijale hitreje kot kjerkoli drugje, poleg tega pa je bilo tam pisanje dnevnikov še posebej priljubljeno. Večinoma je šlo za potopisne in pietistične dnevnike. Prvi fiktivni dnevnik z naslovom Journal of a Sober Citizen, dve strani dolgo satiro, je leta 1712 napisal Joseph Addison. Objavljen je bil v The Spectator (publikaciji, ki je dnevno izhajala v letih 1711–12 in katere soustanovitelj je bil tudi sam). Prvi roman po vzorcu dnevnika je Robinson Crusoe avtorja Daniela Defoeja 1719.
V realizmu in naturalizmu njegova produkcija upade. Leta 1885 spet postane popularen v Franciji, se razširi po vsej Evropi, spodbuja se objava intimnih dnevnikov (journeaux intimes). Iz njih in iz dnevniških romanov se začne razvijati sodobni interes za psihologijo in introspekcijo.
S svojo fragmentarno obliko so bili dnevniški romani še posebej primerni za izražanje strahu in negotovosti sodobnega človeka. Po prvi svetovni vojni so avtorji veliko eksperimentirali s to obliko romana.

## Dela
- Daniel Defoe, Robinson Crusoe (1719)
- Hjalmar Söderberg, Doktor Glas (1905)
- Rainer Maria Rilke, Zapiski Malteja Lauridsa Briggeja (1910)
- Pär Lagerkvist, Škrat (1944)
- Daniel Keyes, Rože za Algernona (1966)
- Sue Townsend, Skrivni dnevnik Jadrana Krta (1982), Rastoče težave Jadrana Krta (1984)
- Marisa Madeiri, Zelenomodro (1987)
- Helen Fielding, Dnevnik Bridget Jones (1996)
- Meg Cabot, Princeskin dnevnik (2000)

## Slovenski dnevniški romani
Termin dnevniški roman v slovenščini ni tako zelo utrjen, da bi doživel leksikografsko ali literarnozgodovinsko obravnavo. Naslednji seznam dnevniških romanov je sestavljen na podlagi uporabe termina v slovenski periodiki (dLib, Cobiss, Nova beseda). V Cobissu najdemo dnevnike in dnevniške romane z ukazom lc=I1.
- Luiza Pesjak, Beatin dnevnik (1887)
- Zorko Simčič: Prebujenje (1943)
- Mira Mihelič, April (1959)
- Leopold Suhodolčan, Skriti dnevnik (1965)
- Ivan Bratko, Dekletov dnevnik (1969)
- Jože Javoršek, Črna krizantema (1980)
- Karolina Kolmanič, Sence na belih listih (1980)
- Miha Remec, Mana (1985)
- Krištof Zupet, Katedrala svetega Jožefa (1995)
- Vesna Milek, Kalipso (2002)
- Aksinja Kermauner, Dnevnik Hiacinte Novak (2003, 2004)
- Vesna Vuk Godina, Havaji na papirju (2004)

 Portal:Literatura